# Conducente

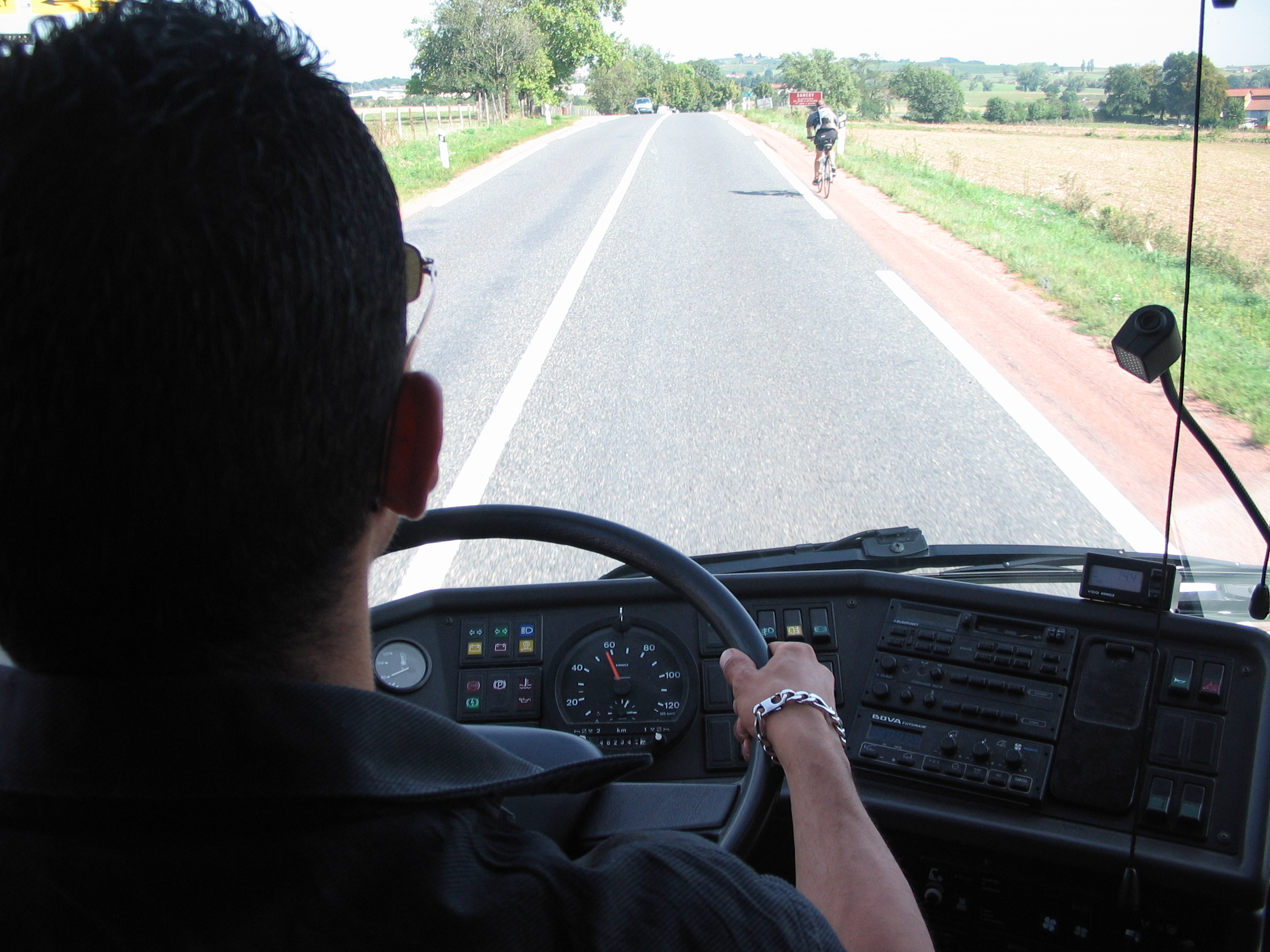
Esempio di conducente di autobus

Un conducente o autista è una persona che per professione guida un mezzo di trasporto su gomma o su rotaria cittadina, come l'automobile, l'autobus, il tram, il camion. 

## Descrizione
Il mezzo guidato dal conducente può a sua volta essere adibito a mansioni specifiche, come il furgone, il taxi o l'autoambulanza.
I conducenti di mezzi adibiti al trasporto pubblico tipicamente guidano lungo un percorso prestabilito che collega un capolinea a un altro. Effettuano un certo numero di fermate durante il tragitto, permettendo ai passeggeri di scendere e salire durante il percorso. Per essere riconoscibile, il conducente indossa generalmente una divisa, fornita dall'azienda o ente per cui lavora (per esempio, l'azienda municipale dei trasporti).